# Інвертований індекс
Інвертований індекс (англ. inverted index) — структура даних, в якій для кожного слова колекції документів у відповідному списку перераховані всі документи в колекції — в яких воно зустрілося. Інвертований індекс використовується для пошуку за текстами.
Є два варіанти інвертованого індексу:
- індекс, який містить лише список документів для кожного слова,
- індекс, додатково включає позицію слова в кожному документу[1]

## Застосування
Опишемо, як вирішується завдання знаходження документів, в яких зустрічаються всі слова з пошукового запиту. При обробці однослівного пошукового запиту відповідь вже є в інвертованому індексі — достатньо взяти список, відповідний слову із запиту. При обробці багатослівної запиту беруться списки, відповідні кожному зі слів запиту і пересічні.
Зазвичай в пошукових системах після побудови за допомогою інвертованого індексу списку документів, що містять слова із запиту, йде ранжування документів зі списку. Інвертований індекс — це найпопулярніша структура даних, яка використовується в інформаційному пошуку.

## Приклад
Нехай у нас є корпус з трьох текстів
{\displaystyle T_{0}=}"it is what it is",
{\displaystyle T_{1}=}"what is it" та 
{\displaystyle T_{2}=}"it is a banana",
тоді інвертований індекс буде виглядати наступним чином:
```
"a":      {2}
"banana": {2}
"is":     {0, 1, 2}
"it":     {0, 1, 2}
"what":   {0, 1}
```

Тут цифри позначають номери текстів, у яких зустрілося відповідне слово. Тоді відпрацювання пошукового "what is it" запиту дасть наступний результат
{\displaystyle \{0,1\}\cap \{0,1,2\}\cap \{0,1,2\}=\{0,1\}}.

## Особливості застосування в реальних пошукових системах
У списку входжень слова в документи крім id документів зазвичай також зазначаються фактори (TF-IDF, бінарний фактор: «потрапило слово в заголовок або не потрапило», інші фактори), які використовуються при ранжируванні. Індекс може будуватися не за всіма словоформам, а по лемам (по канонічних форм слів).
Стоп-слова можна виключити і не будувати для них індекс, вважаючи що кожне з них зустрічається майже у всіх документах корпусу. Для прискорення обчислення перетинань використовують евристику skip-pointer-ів. При обробці запитів, що містять багато слів, використовують функцію кворуму, яка пропускає на наступну стадію ранжирування частина документів, в яких зустрілися не всі слова із запиту.

## Див. Також
- Пошуковий індекс